# Patrice Talon
Pour les articles homonymes, voir Talon.
Patrice Talon, né le 1er mai 1958 à Ouidah (république du Dahomey), est un homme d'affaires et homme d'État béninois, président de la République du Bénin depuis le 6 avril 2016.
Patrice Talon a fait fortune dans la filière des intrants agricoles dans les années 1980, puis de l'égrenage du coton au Bénin au cours des années 1990 et 2000. Financeur de l'élection du président béninois Thomas Boni Yayi en 2006, il entre  en disgrâce avec ce dernier à partir de 2011. Les démêlés qu'il a avec le chef de l'État dans les dossiers de subventions agricoles, du programme de vérification des importations (PVI) n'ont jamais connu de plainte officielle devant un tribunal. Il s'est exilé en 2012 à Paris après s'être ciblé dans une affaire de tentatives d'empoisonnement contre le président Boni Yayi, ce qu'il traite de canular avant les ordonnances du non-lieu du juge Angelo Houssou en mai 2013.
Il figure au 15e rang des plus grandes fortunes d'Afrique subsaharienne francophone dans le classement 
Forbes de 2015. Son patrimoine est estimé à 400 millions de dollars.
Du retour d’exil en octobre 2015, il remporte l'élection présidentielle du 20 mars 2016 soutenu par la coalition rupture et le faiseur de roi Sébastien Ajavon qui devient son opposant. Son adversaire, le Premier ministre sortant Lionel Zinsou, reconnaît sa défaite le soir même de l'élection. Il est investi président de la république du Bénin le 6 avril 2016 à Porto-Novo. Il est réélu au premier tour de l'élection présidentielle du 11 avril 2021 avec 86,36 % des voix.
En mars 2022, Patrice Talon devient le nouveau président de l'Union économique et monétaire ouest-africaine au terme d'un double sommet CÉDÉAO-UÉMOA.

## Biographie

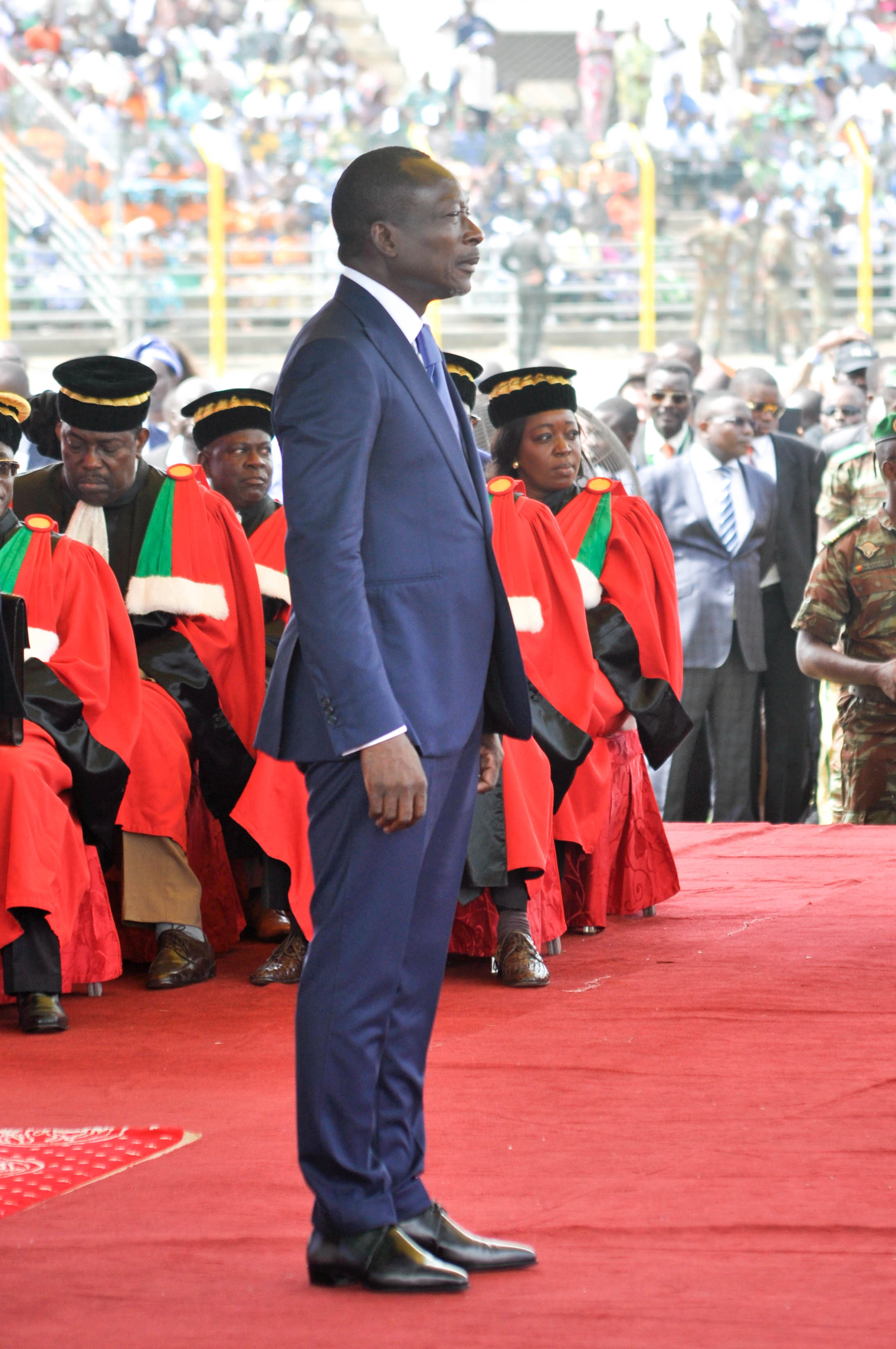
Patrice Talon.

Issu en ligne patrilinéaire d'une famille de trafiquants d'esclaves français, Patrice Talon est né d'un père cheminot natif de Ouidah et d’une mère issue de la famille Guedegbe d'Abomey. Patrice Talon est marié à Claudine Gbènagnon, née à Porto-Novo, avec qui il a eu deux enfants du nom de Lionel et Karen Talon.
Après un baccalauréat série C obtenu à Dakar, la capitale du Sénégal, il entre à la faculté des sciences de l'université de Dakar. En deuxième année de maths-physique, Patrice Talon, qui depuis l'enfance est obsédé par les avions, réussit au concours de pilote de ligne d'Air Afrique et est envoyé à la base aérienne de Digne, en France, pour la visite médicale. Il est toutefois recalé pour « inaptitude moteur »Il est toutefois recalé pour inaptitude.[pas clair].
Il s'installe alors à Paris, où ses aptitudes dans les affaires (qu'il pratiquait depuis le collège avec des petits trafics de pièces détachées au Nigeria) lui ouvrent très rapidement les bonnes portes. Il entre en 1983 dans l'activité de négoce des emballages et des intrants agricoles. Il crée en 1985 la Société de distribution inter-continentale (SDI), qui fournit des intrants agricoles aux producteurs de coton.
En 1990, à la suite des recommandations de la Banque mondiale dans le cadre de l'accord de libéralisation économique mis en place dans les États ouest-africains, le Bénin était appelé à se désengager de la filière de la production de coton ; Patrice Talon gagne alors le marché d'implantation de trois usines d'égrenage de coton au Bénin. Il devient ainsi un acteur incontournable du coton béninois malgré l'installation progressive de plusieurs concurrents privés, mais nettement moins bien organisés.

## Ses entreprises
Depuis 1985, Patrice Talon a mis en place progressivement un tissu industriel d'envergure sous la coupole de la holding SFP (Société de financement et de participation) basée au Bénin. Cette holding est majoritaire dans les filiales béninoises :
| Année de création | Raison sociale                            | Sigle  | Description |
| ----------------- | ----------------------------------------- | ------ | --- |
| 1985              | Société de distribution intercontinentale | SDI    | Première société de Talon. Spécialisée dans la distribution d'intrants agricoles (engrais, herbicides, pesticides). Présence nationale et sous-régionale (Burkina Faso, Côte d'Ivoire, Togo, Mali, Sénégal). |
| 1990              | Industries cotonnières associées          | ICA    | Société (forme GIE) chapeautant les premières usines d'égrenage du groupe (CCB à Kandi, ICB à Ouassa Pehunco et SOCOBE à Bohicon) puis deux usines rachetées par la suite à des opérateurs privés (IBECO à Kétou et SCN à Ndali). |
| 1997              | Société des huileries de Bohicon          | SHB    | Obéissant à la logique d'intégration du secteur, les sociétés cotonnières du groupe Talon pour transformer en huile végétale les graines de coton issues de l'égrenage des usines ont participé à hauteur de 25 % aux côtés du groupe SIFCA au capital de la SHB avant de racheter en 2006 les parts des Ivoiriens et devenir majoritaire. |
| 1998              | Agence de transit et de logistique        | Atral  | Société spécialisée dans le transit avec pour objectif celui d'optimiser les opérations d'importation et d'exportations des autres sociétés du groupe. |
| 2003              | SIGIB - Novotel                           | SIGIB  | Actionnaire majoritaire à Novotel Bénin. |
| 2008              | Société de développement du coton         | Sodéco | Issue du rachat de 10 usines appartenant à la Sonapra, la société nationale. |
| 2011              | Bénin Control                             | BC     | Société chargée de la conduite de la réforme du PVI. |

Il faut rajouter les sociétés d'envergure de la Côte d'Ivoire notamment AFCHEM SOFACO, l'un des plus gros distributeurs ivoiriens de produits phytosanitaires, la SEAP CI, une usine de fabrication d'engrais à San-Pédro.
En outre, le groupe détient des parts minoritaires dans la Société de gestion et d'intermédiation (SGI BENIN), la SERHAU SEM et UBA BENIN.

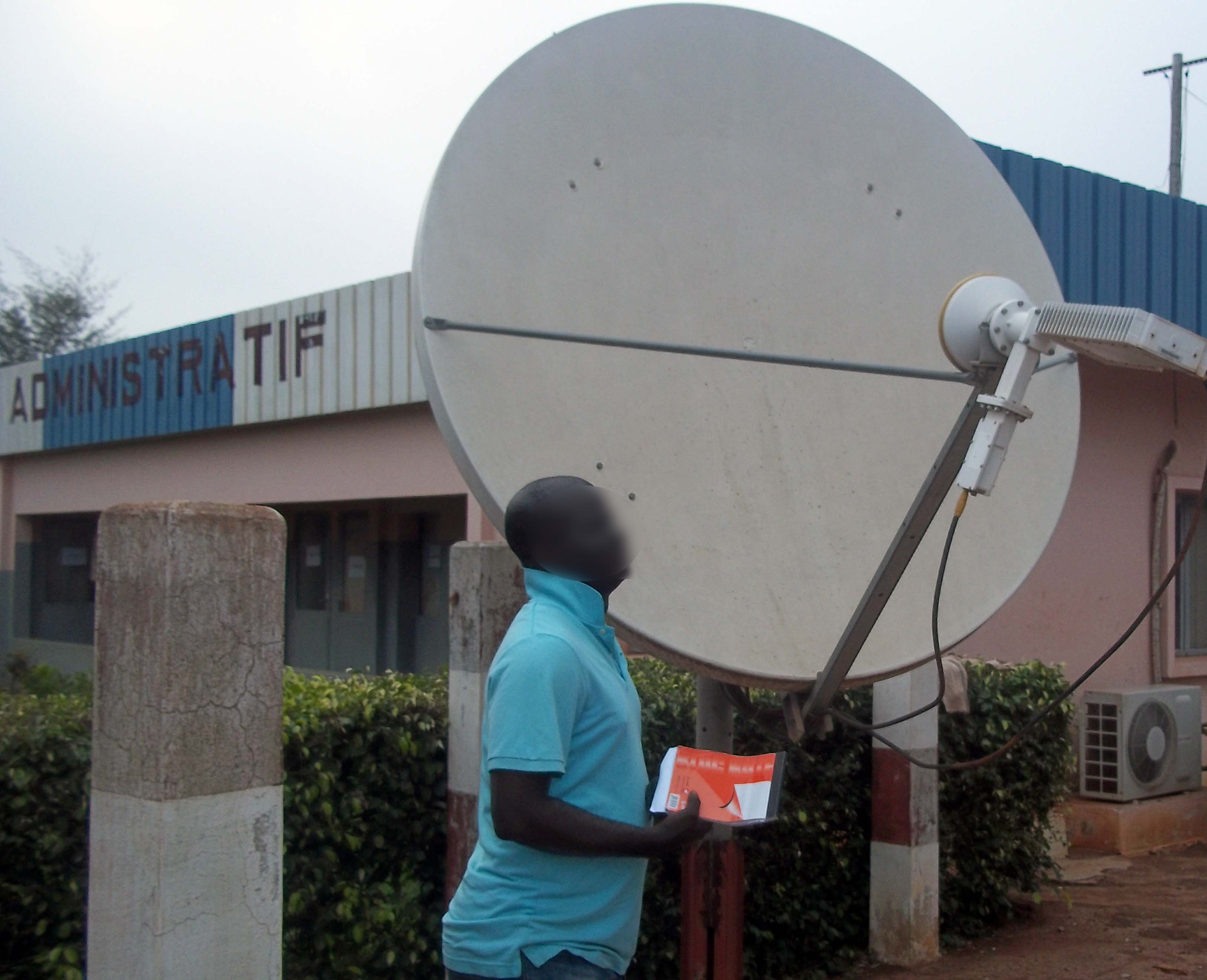
L'usine de Ouassa Pehunco située dans une zone reculée et complètement enclavée du pays, bénéficie toutefois de la connexion Internet grâce au VSAT.

## Des affaires à la politique
Le premier client de la première société de Patrice Talon fut la Société sucrière de Savè, contrôlée par le gouvernement communiste de l'époque. Depuis lors, l'homme d'affaires a vu son business indirectement lié avec l'État béninois, conséquence de l'envergure des filières où ses activités sont déployées.
En 1990, le président Nicéphore Soglo libéralise la filière coton, ce qui permet à Patrice Talon de se faire une place dans le secteur. La prospérité de ses usines attise très tôt les convoitises et de nouveaux opérateurs économiques, souvent encouragés par le président Mathieu Kérékou, obtiennent à leur tour des licences d'installation d'usines.
La filière coton devient très vite pléthorique et très mal organisée sous Kérékou. Cependant, de très bons cours du coton génèrent des profits colossaux en 2004. Mais leur effondrement brutal l'année suivante provoque la quasi-faillite de la plupart des opérateurs du secteur. Contraints de fermer, l'opérateur Fagbohoun cède son usine à Patrice Talon, qui en fait la SCN et Mathieu Adjovi cède à son tour IBECO. La MCI de Martin Rodriguez croule sous les procès et les dettes et ne sera opérationnelle qu'avec un coup de pouce de l'État.
Pendant ce temps, les entreprises de Patrice Talon, qui ont passé des provisions aux temps des vaches grasses, continuent à survivre. Elles rachètent les concurrents et s'étendent à d'autres secteurs. ATRAL est créé pour éviter de passer par de longues chaînes d'intermédiaires nécessaires aux procédures d'import et export. Un port sec est créé à Allada pour faciliter l'empotage des balles de coton. L'usine HYDROCHEM est opérationnelle pour la fourniture accélérée d'engrais chimiques. La SHB réutilise les graines résultant de l'égrenage du coton pour en faire de l'huile végétale.
En 2008, Patrice Talon obtient auprès du gouvernement de son ami Boni Yayi, le rachat des 10 usines d'égrenage encore sous contrôle étatique, ce qui fait du groupe Talon de facto un quasi-monopole de la filière coton avec 15 usines sur 18 au total.
En 2011, indépendamment à la filière coton, Patrice Talon obtient du gouvernement le juteux marché du programme de vérification des importations (PVI). Mais à peine les activités du PVI démarrées, les relations se brouillent entre l'homme d'affaires et le président Yayi. Ce dernier l'accuse soudainement de mauvaise gestion non seulement dans le PVI mais dans toutes ses affaires, alors même que Patrice Talon est le soutien financier du président.
Le PVI est brutalement retiré sans dédommagement à Patrice Talon, la SODECO est réquisitionnée par l'État et il est reproché à Patrice Talon d'avoir fraudé sur les subventions d'engrais de la campagne 2011. Les démêlés s'accumulent et à la suite de fuites l'informant d'un projet d'enlèvement, Patrice Talon est contraint de s'enfuir et de se réfugier à Paris. Le président Yayi l'accuse alors d'avoir fomenté depuis son exil un coup d'État visant à l'empoisonner. Patrice Talon rétorque qu'il n'en est rien et qu'en réalité Yayi cherche à lui nuire depuis qu'il a refusé de supporter sa tentative de réviser la Constitution béninoise aux fins d'obtenir un troisième mandat.
En 2015, l'affaire est classée, il peut rentrer au Bénin et se lancer en politique, avec des idées telles que le mandat présidentiel unique et la consolidation de la république, et le surnom de « compétiteur né ».
Candidat à l'élection présidentielle de 2016, il se présente comme candidat de la rupture et de la justice indépendante. Il annonce ne briguer qu'un seul mandat de cinq ans (il souhaite inscrire cette limitation dans la constitution). Au premier tour, il arrive en seconde position juste derrière le Premier ministre sortant Lionel Zinsou. Le soir du 20 mars, grâce notamment au soutien de l'homme d'affaires Sébastien Ajavon, arrivé troisième au premier tour, Patrice Talon remporte le second tour de la présidentielle (65,37 % contre 34,63 %), Lionel Zinsou ayant reconnu sa défaite.

### Présidence de la République

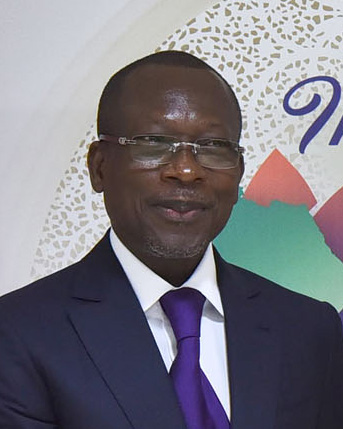
Talon en 2017

Il prend ses fonctions le 6 avril 2016, et succède à Thomas Boni Yayi.
Le 27 mars 2017, son ministre de la Défense, Candide Azannaï, démissionne, pour protester contre un projet de réforme constitutionnelle qui limite entre autres le mandat présidentiel à un seul mandat de sept ans, et qui est contesté par le personnel judiciaire, qui craint de perdre son indépendance. Le 4 avril, le Parlement refuse d'examiner le texte puis le rejette le lendemain 5 avril, avec 60 voix pour, 22 contre et 1 neutre.
Le 6 juillet 2018, il présente un nouveau projet qui propose d'organiser les élections présidentielles et législatives le même jour, abolit la peine de mort et améliore la représentativité féminine. Il est de nouveau rejeté par 62 voix pour, 19 contre et une abstention, alors qu'il aurait fallu un minimum de 66 voix pour.
En janvier 2019, en prévision des élections législatives béninoises de 2019 sont créés l'Union progressiste et le Bloc républicain pour soutenir l'action du président. Il prend le contrôle de la Cour constitutionnelle, dont il nomme les membres. Elle est désormais présidée par son ex-ministre et ancien avocat personnel.
Décrit comme conservateur, il ne nomme que quatre femmes sur 22 ministres et, à la suite des élections législatives d'avril 2019, les femmes restent très minoritaires parmi les députés. Selon le journaliste et enseignant Francis Kpatindé, la politique de Patrice Talon se traduit par un recul des droits humains et du droit de grève.
Le 23 décembre 2023, Patrice Talon annonce quitter le pouvoir en 2026 après la présidentielles.
En septembre 2024, les autorités ont annoncé la découverte d'une tentative de coup d'État contre Patrice Talon, et  était prévue le 27 septembre 2024, menée par l'homme d'affaires et allié de Talon, Olivier Boko. L'ancien ministre des Sports Oswald Homéky et le commandant de la Garde républicaine ont également été désignés comme co-conspirateurs, conduisant à l'arrestation de Olivier Boko et Oswald Homéky.

### Interdiction des partis d'opposition lors des élections législatives de 2019

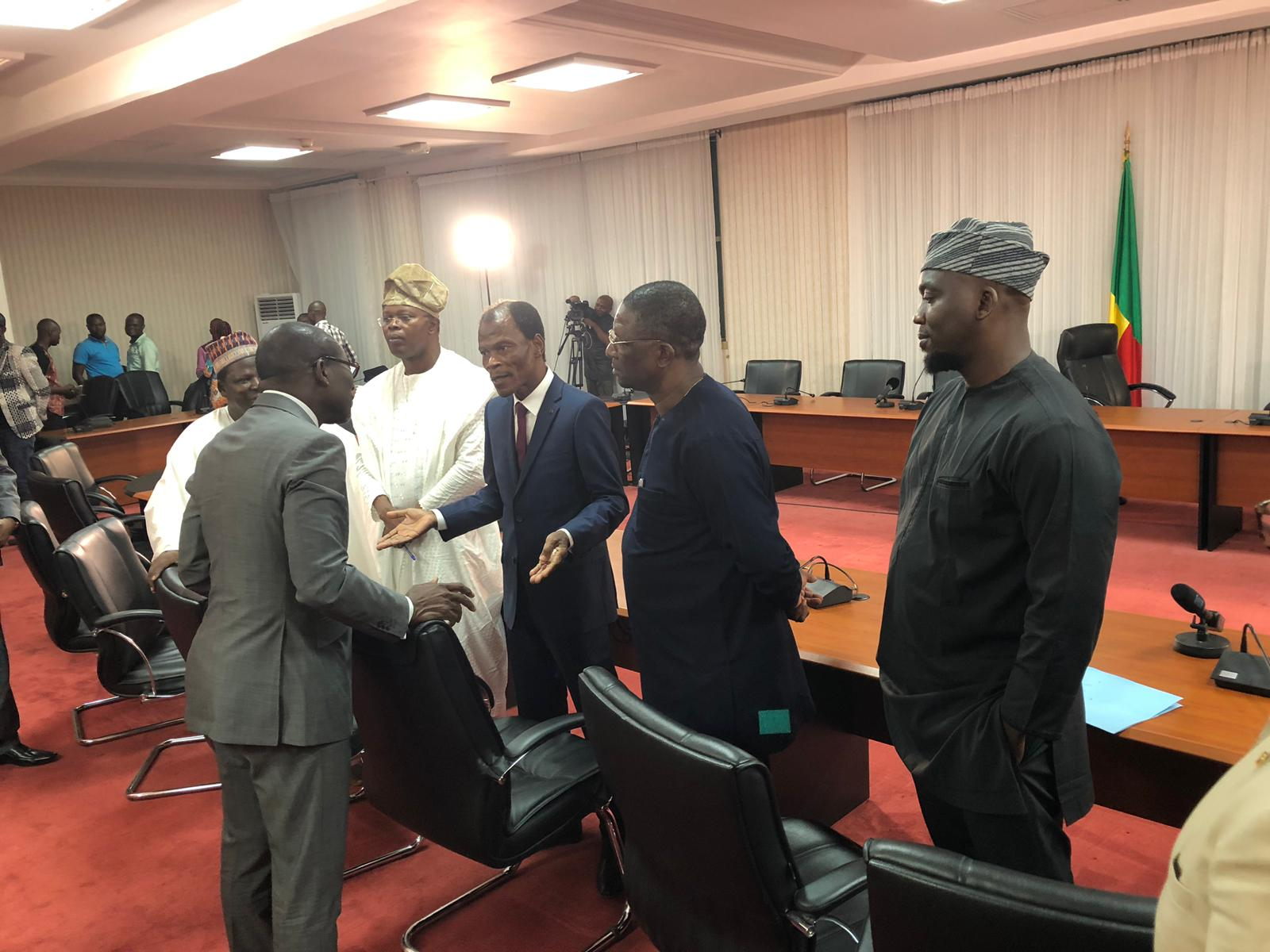
Patrice Talon salue les leaders de l'opposition après une réunion le 25 février 2019.

Les élections législatives de 2019 ne voient concourir que deux listes, toutes deux favorables à Patrice Talon. Les partis d'opposition n'ont pas pu se présenter du fait d'évolutions du code électoral. Le 29 mars, la Cour africaine des droits de l'homme réunie à Arusha en Tanzanie dénonce des dérives éloignant le pays de l'État de droit. Jean-Baptiste Elias, dirigeant du Front des Organisations Nationales contre la corruption, affirme en avril 2019 que «la démocratie risque de tourner en dictature» au Bénin. À l'approche du scrutin, l'ancien président de la République, Thomas Boni Yayi, lui demande de suspendre la tenue des élections du fait de la non représentation de l'opposition et des “dérives autoritaires que véhicule le processus électoral”.
Le taux de participation chute à 23 %, contre près de 75 % en 2015. Il s'agit du taux de participation le plus faible de l'histoire du pays. Les élections sont marquées par des appels au boycott et des violences les jours suivants. 

### Élection présidentielle béninoise de 2021
À l'approche de la présidentielle de 2021, le président sortant est théoriquement le seul à pouvoir présenter sa candidature. Une révision constitutionnelle votée à l'unanimité du nouveau Parlement en novembre 2019 impose en effet aux candidats d'obtenir les parrainages d'au moins 10 % du total des députés et des maires, soit 16 parrainages. Or, les 160 élus concernés — 83 députés et 77 maires — appartiennent quasiment tous à la majorité présidentielle. Seuls 6 maires membres des Forces Cauris pour un Bénin émergent font ainsi partis de l'opposition, qui n'a aucun député. Talon promet en retour de « tout faire » pour organiser un scrutin inclusif ouvert à ses opposants en leur obtenant leur parrainages. Cette main tendue est cependant jugée par l'opposition comme une manière pour le pouvoir de choisir ses propres adversaires, à son avantage,. Le FCBE ainsi que le parti Les démocrates (LD), créés entre-temps par des soutiens de l'ancien président Boni Yayi, redoutent ainsi la désignation en leur sein de « Cheval de troie » par le président sortant. La Cour constitutionnelle confirme les résultats de la présidentielle le 15 avril 2021 : Patrice Talon est réélu président de la république du Bénin au premier tour de l'élection présidentielle. Il prête serment le 23 mai 2021 pour un second mandat présidentiel.
Alors que la justice est instrumentalisée par le pouvoir exécutif, plusieurs figures de l'opposition sont condamnées en décembre 2021 à de lourdes peines de prison. L'ex-garde des sceaux Reckya Madougou est condamnée à vingt ans de prison pour « terrorisme », et le professeur de droit Joël Aïvo à dix ans pour « blanchiment de capitaux » et « atteinte à la sûreté de l'État ». En 2018, Sébastien Ajavon, opposant arrivé troisième à l'élection présidentielle de 2016, avait été condamné à vingt-cinq ans de prison pour « trafic de drogue » et « usage de faux et escroquerie ».
En mars 2022, Patrice Talon est désigné le nouveau président en exercice de l'Union économique et monétaire ouest africaine (UEMOA) au terme d'un double sommet CÉDÉAO-UÉMOA.
Le 14 mars 2025, Patrice Talon confirme ne pas se présenter à l'élection présidentielle de 2026,.

### Relation avec le Niger
En 2023, Patrice Talon tend la main à la junte nigérienne. Souhaitant la normalisation des relations entre le Bénin et le Niger, le président Patrice Talon se dit déçu et justifie sa décision sur le blocage d'exportation du pétrole nigérien via Sèmè-Kpodji (Bénin),.
Depuis le palais de la Marina, face aux médias le 8 mai 2024, il explique que les autorités nigériennes maintiennent leurs frontières fermées sans informer formellement le Bénin de l'envoi de bateaux chargés.
Mais, le Premier ministre nigérien, Ali Mahaman Lamine Zeine, affirme, le 11 mai, que Niamey n'a pas encore rouvert sa frontière avec le Bénin pour des raisons de sécurité.

## Controverses

### Procédure d'extradition pour tentative de meurtre et tentative de coup d'État
En octobre 2012, il est soupçonné d'avoir commandité un assassinat contre le président de la république du Bénin, Thomas Boni Yayi. Il est sous le coup d'un mandat d'arrêt international. Après avoir été arrêté à Paris puis remis en liberté sous caution, la justice française a été saisie d'une demande d'extradition formulée par la justice béninoise.
En février 2013, il est soupçonné d'avoir participé à une tentative de coup d'État déjouée, à l'encontre du président Thomas Boni Yayi, et pour laquelle un second mandat d'arrêt international est émis contre lui. Le 13 mars 2013, la chambre d'instruction de la cour d'appel de Paris a estimé que la demande d'extradition déposée par les autorités béninoises était recevable. La chambre s'est réunie le 17 avril 2013 pour statuer au fond. Le 22 mai 2013, la Cour d'appel de Paris a renvoyé au 18 septembre 2013 une nouvelle audience au sujet de la demande d'extradition de Patrice Talon, après avoir demandé aux avocats du Bénin des compléments d'information. Lors de l'audience du 18 septembre, la Cour a annoncé qu'elle examinerait au fond la demande le 23 octobre 2013.

### Instruction de l'affaire au Bénin
Le 17 mai 2013, le juge d'instruction Angelo Houssou, ordonne un « non-lieu à poursuivre » dans les affaires de tentative d'empoisonnement et de coup d'État contre le président Thomas Boni Yayi, considérant que sans passage à l'acte, il n'y avait pas d'infraction de tentative d'assassinat. Le juge d'instruction a été intercepté le soir même de la publication de son ordonnance de non-lieu à Sèmè-Kraké, alors qu'il tentait de se rendre à Lagos au Nigeria, transportant plusieurs valises contenant entre autres de l'argent liquide, et un visa pour les États-Unis. Il a été ramené à son domicile de Cotonou, qui reste surveillé par une brigade anti-criminalité.
La défense a immédiatement fait appel de la décision du juge, et la Cour d'appel de Cotonou se prononce en juin 2013 : six non-lieux sont confirmés et Patrice Talon, en exil, n'obtient pas formellement de non-lieu mais n'est pas renvoyé devant la cour d'assise.

### Création de la CRIET
La création de la Cour de répression des infractions économiques et du terrorisme (CRIET) en 2018 suscite de nombreuses critiques au Bénin mais aussi dans la communauté internationale. Cette cour est créée selon le Garde des Sceaux, Sévérin Quenum, pour lutter contre la corruption, l'enrichissement illicite, le trafic de stupéfiants, le blanchiment des capitaux et le terrorisme.
Votée en pleine nuit par une vingtaine de députés (l'Assemblée nationale en compte 83), cette nouvelle cour est dénoncée par les opposants comme étant inféodée au pouvoir politique et plus particulièrement à celui du président de la République Patrice Talon. La Cour constitutionnelle a été saisie pour que cette dernière établisse un éventuel caractère anticonstitutionnel à la CRIET. Les points mis en avant sont la violation du double degré de juridiction, la violation du principe d'égalité et la violation du droit à un procès équitable. En décembre 2018, le journaliste Ariel Gbaguidi affirme que la CRIET est « érigée comme une justice superpuissante prête à neutraliser toute voix opposée à celle du chef de l'État et à empêcher toute compétition politique ». Il évoque également des risques de détention arbitraire et de « bâillonnement de la défense ». Le Réseau ouest africain pour l'édification de la paix (WANEP-Bénin) souligne « les risques de vassalisation du pouvoir judiciaire ».
En mars 2019, la Cour africaine des droits de l'homme et des peuples (CADHP) annule la condamnation de Sébastien Ajavon par la CRIET. La CADHP souligne les « dysfonctionnements de la justice » béninoise dans cette affaire.

## Distinctions
- Grand-croix de l'ordre national du Bénin (2016)[60].
- Grand-croix de l'ordre national du Burkina Faso (2017)[61].

## Galerie

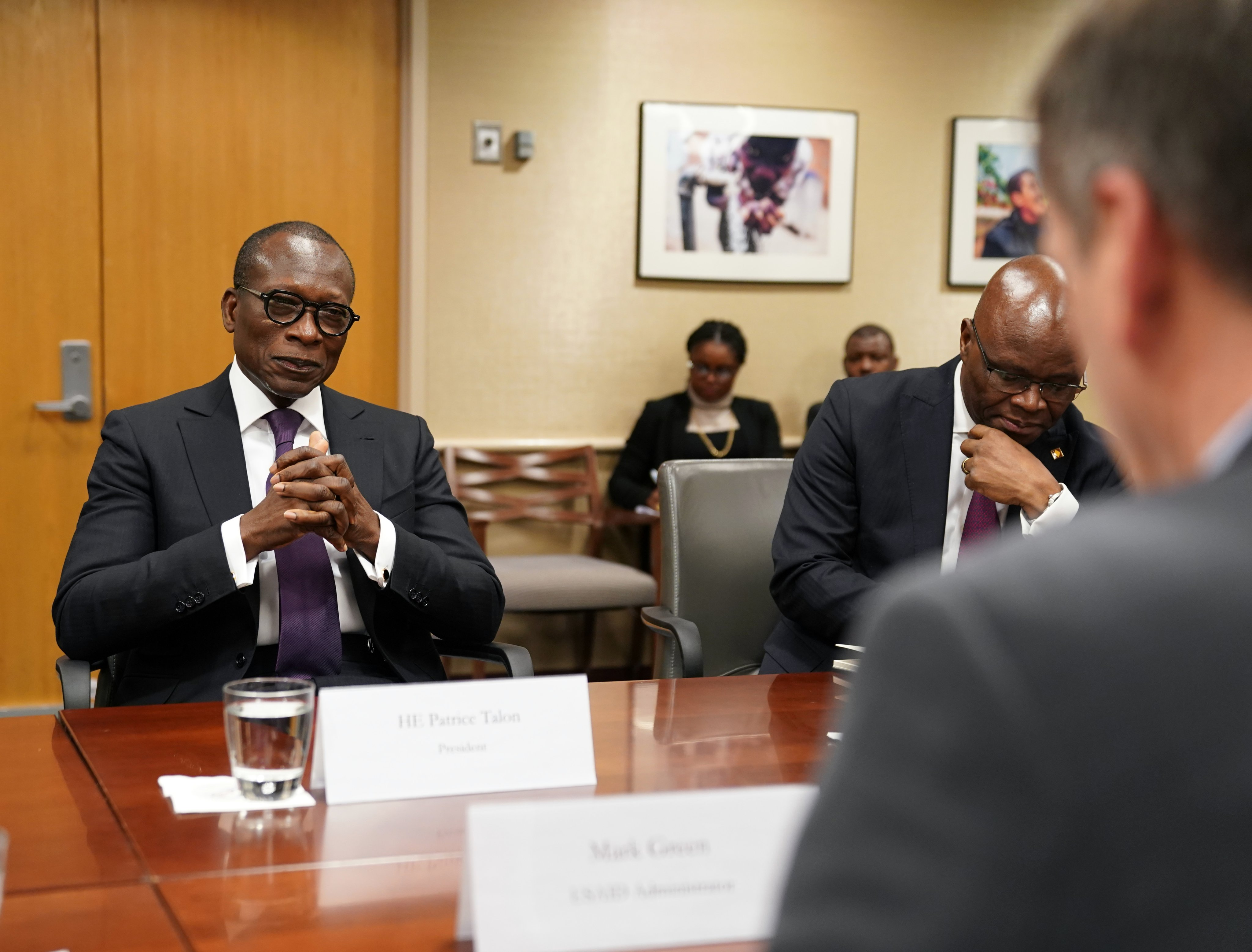
Avec Mark E. Green (USAID).
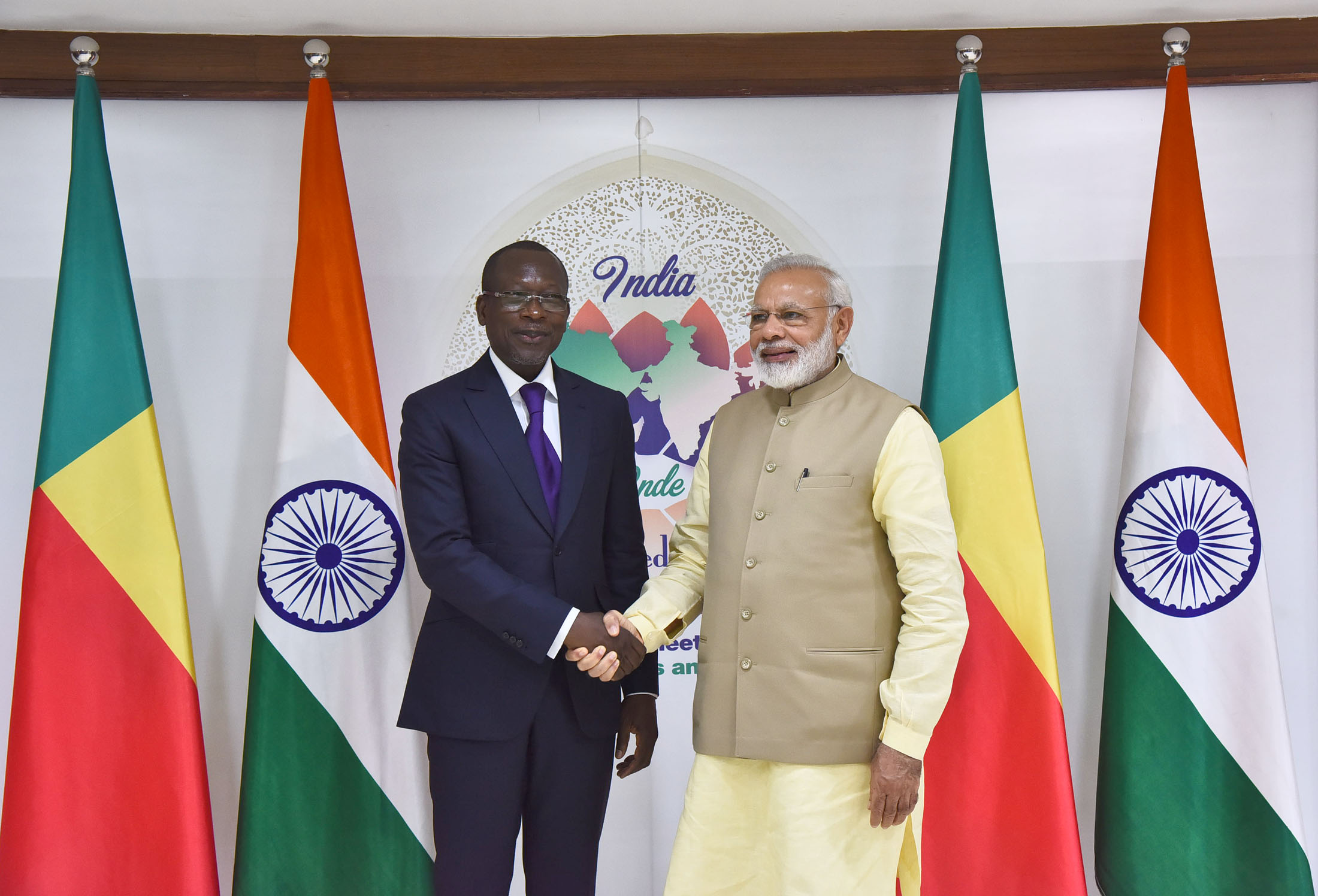
Avec Shri Narendra Modi (52e réunion annuelle de la BAD à Gandhinagar; Mai 2017).
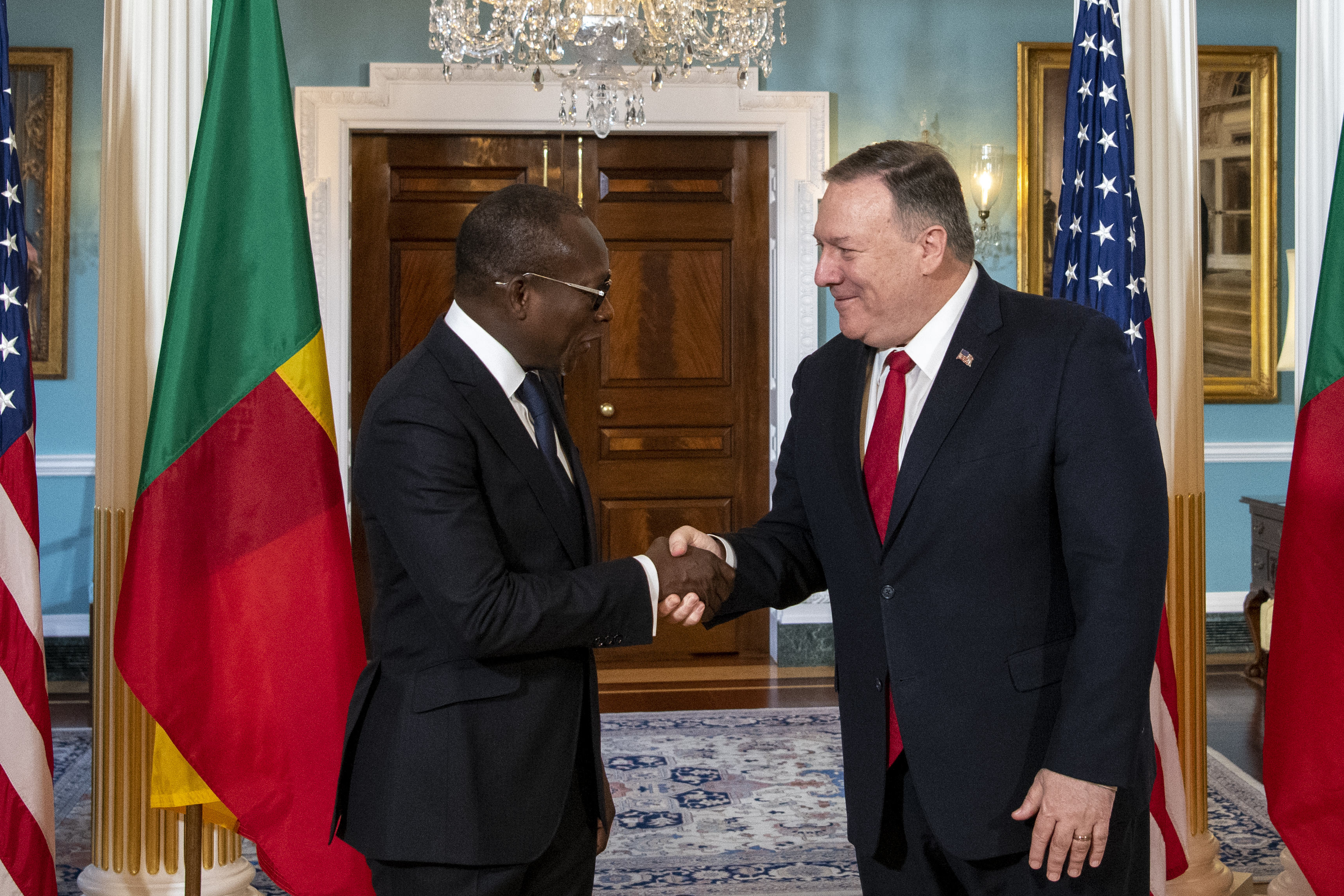
Avec Mike Pompeo.
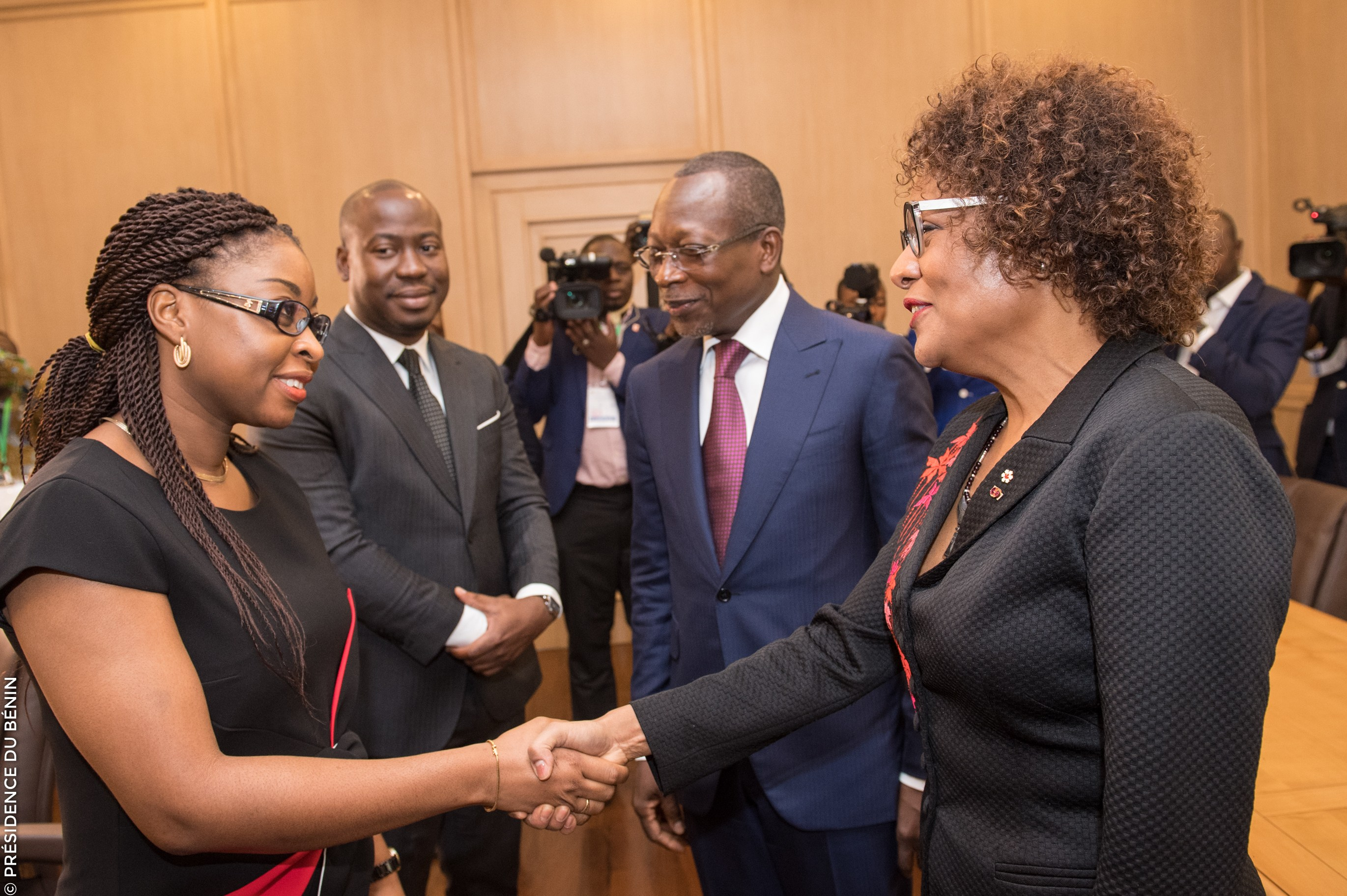
Avec Aurélie Adam Soulé & Michaelle Jean.
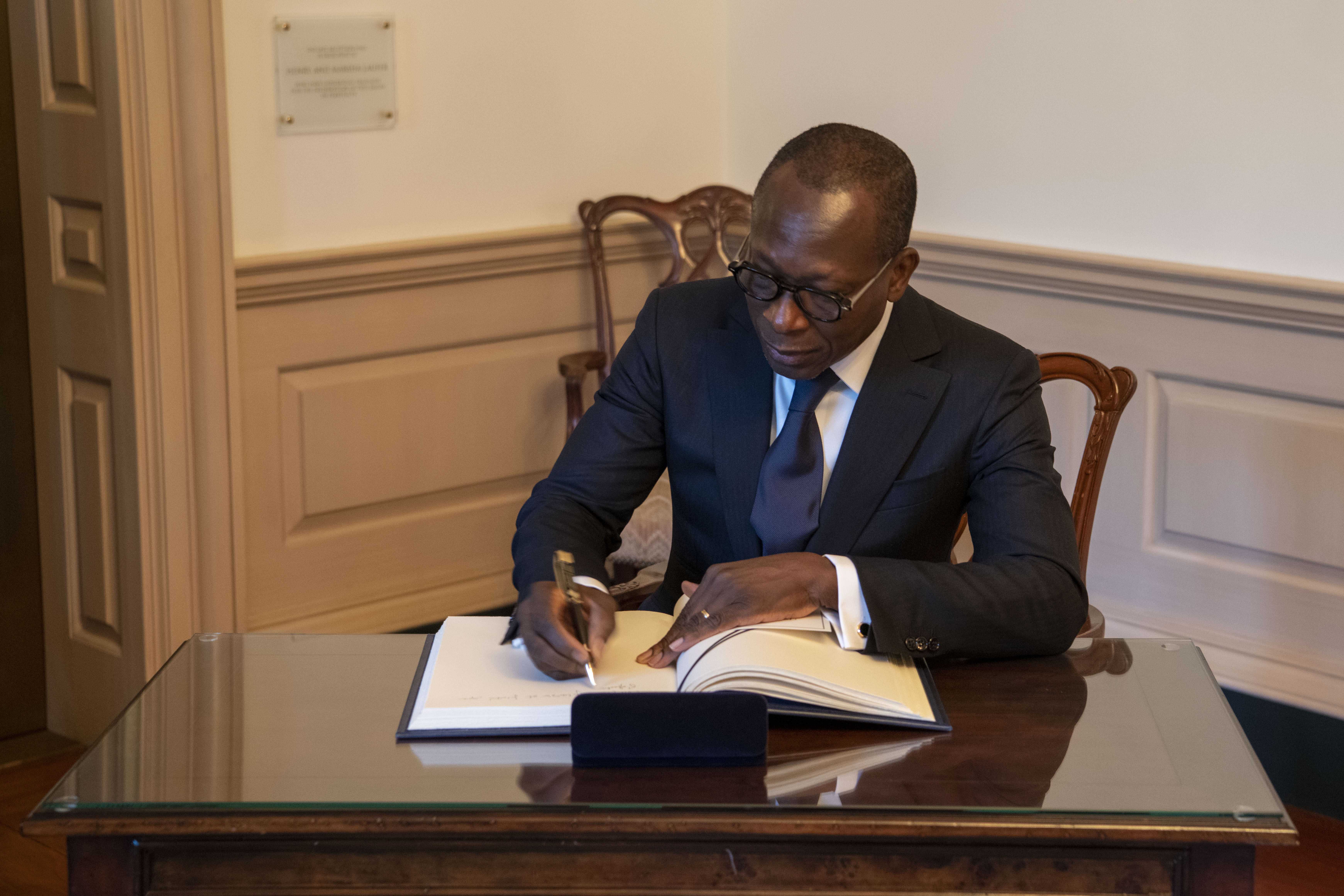
Signant le livre d'Or (visite aux États Unis).